# Xyris grandiceps
Xyris grandiceps är en gräsväxtart som beskrevs av August Heinrich Rudolf Grisebach. Xyris grandiceps ingår i släktet Xyris och familjen Xyridaceae. Inga underarter finns listade i Catalogue of Life.